# 급고각
급고각(汲古閣)은, 중국 명(明) 말기에서 청(清) 초기에 걸쳐 활약했던 학자 모진(毛晋)의 장서루(개인 도서관)이자 출판사로, 84,000권의 장서를 소장하고 있었으며, 모진도 '급고각'을 자신의 당호로 삼았다. 
청 동치 연간의 《소주부지》(蘇州府志)에는 상숙(常熟) 영춘문 밖 칠리교에 모진의 급고각이 소재하고 있었다고 적고 있다. 모진이 세상을 떠난 뒤에는 그의 다섯째 아들 모의(毛扆)가 급고각과 아버지의 과업을 물려받았다. 
급고각의 옛 터는 사가병진(沙家浜鎮) 조빈촌(曹浜村)에 있었다.

## 역사

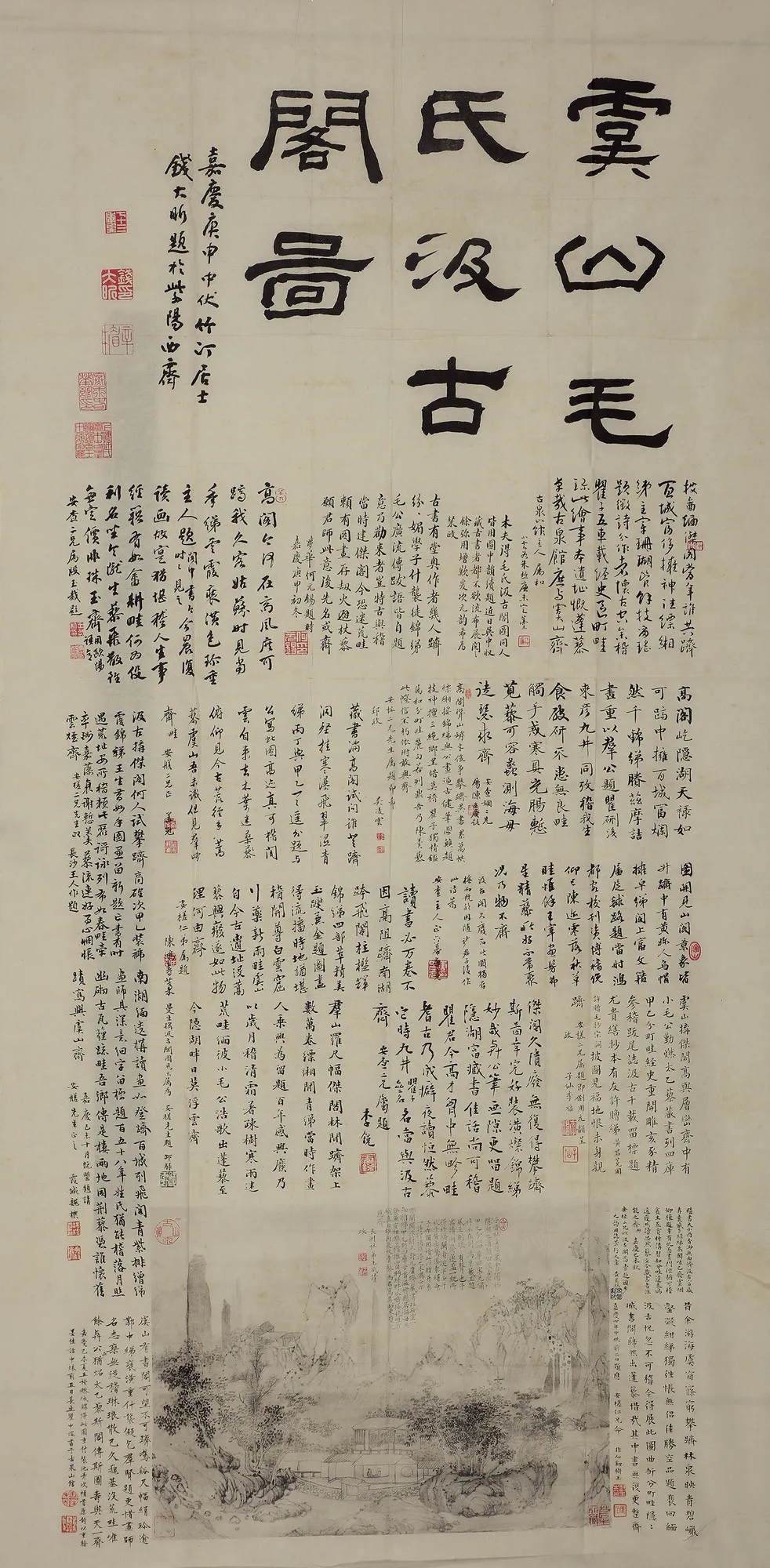
우산모씨급고각도(虞山毛氏汲古阁图)

모진은 명 만력 27년(1599년)에 태어났다. 여러 차례 과거에 응시하였으나 낙방한 그는 이후 어머니 과씨(戈氏)의 조언으로 자신이 관리가 되지 못하는 대신 다른 과거에 응시하는 수재들이 사용할 수 있는 책을 찍어내기로 결심했다. 천계(天啓) 6년(1626년)에 아버지가 죽고 수천 경에 이르는 땅을 상속받은 그는 어머니의 지원을 받아 재산을 내어 20명이 넘는 각수(목판 제작자)를 고용해 책판 조각을 시작했다. 
《우산모씨급고각도》에 급고각의 모습이 그려져 있다. 숭정(崇禎) 15년(1642년), 모진은 통가(通家) 왕함회(王咸繪)에게 의뢰해 이 그림을 그렸다. 그림에는 아홉 채의 건물과 두 곳의 연못이 그려져 있고, 연못 위에는 이여정(二如亭)과 녹군정(綠君亭)이라는 정자가 있었다. 모진은 녹군정에 머무르면서 생애 수십 년에 걸쳐 자신이 지휘해 찍어낸 책의 목판들을 일일이 교감하고 수정하였다고 전해진다. 왕함회는 자신이 보고 그린 급고각의 모습에 대해 이렇게 썼다. 
모진의 부친 사당이 은호 물가의 장서각과 이어져 있는데, 정면에 '급고'라고 써 있다. (급고각의) 장서는 순서에 따라 경·사·자·집의 도서들을 나누어 소장하였는데, 송·원 시기의 판본서가 아니면 나열하지 않았다. 상아로 만든 책갈피와 옥으로 장식된 편액에 바람이 불어 오면 그 부딪쳐 울리는 소리가 난다. 나는 호수에 있는 서실에 기거하여 책을 보다 결국 열두 해를 보냈고 얻고자 한 자료의 대부분을 그곳에서 서적을 뒤적이며 얻었다. 임오년 가을 모진이 서신을 보내어 나에게 그림을 부탁하였기에 이 그림을 그려서 선사하고 더불어 시 한 수를 더하여 미진한 부분에 대하여 조금이나마 보답하고자 할 따름이다.

생애 모진이 소장한 도서는 84,000책에 달했다고 전하며, 급고각에서 출판한 서적도 경사(經史)와 사곡, 소설, 필기류를 포함하여 600여 종에 달한다. 모진의 출판 및 장서 공간은 당대에도 명성이 자자하여, 주이준의 《정지거시화》(靜志居詩話)에서는 모진이 머무르며 책을 간행하던 목경루(目耕樓)와 급고각을 두고 "희귀본을 소장하는 것을 좋아하는 성격으로, 중년에 와서는 오경과 십칠사, 그리고 시와 사 및 희곡의 극본과 당송 시기와 금원 시기의 별집과 패관에 해당하는 소설에 이르기까지 출판하지 않은 것이 없었다. 그가 여러 지역을 통틀어 도서의 수집에 들인 공은 매우 크다고 정평이 나있다."라고 호평하였으며, 육세의(陸世儀)는 증모자진(贈毛子晋)이라는 시를 지어 급고각의 모습을 “높은 장서각에는 성 백 개를 두를 만큼의 서적이 소장되어 있는데 (중략) 휘장을 걷으니 물빛이 궤안에 아른거리고 그 서가들이 마치 물에 떠 있는 듯하며, 난산과 어우러진 풍경이 처마 기둥을 비추네. 변하고 변하는 세상에서 어찌 자문해야 하는지 봉우리를 감아 도는 생황 소리에 달도 함께 비춘다."(《부정시집》)라고 그 모습을 시로 읊었다. 
왕함회의 그림 속에 그려진 두 개의 연못 중 하나는 이후 강의 범람으로 사라졌고, 다른 하나는 1970년대에 농경지로 개간되면서 메워졌다. 급고각도 그 터만 남아 있다.

## 급고각에서 찍어낸 책(급고각본)
모진의 급고각에서는 중국 역대 왕조의 정사인 《십칠사》(十七史)나, 《진체비서》(津逮秘書), 《육십종곡》(六十種曲) 등의 거질의 서적들이 간행되었고, 그밖에 희귀하고 독특한 서적들도 많이 간행되었다. 
모진은 고유한 사본을 수집하기 위해 비용을 아끼지 않았다. 한번은 자신의 집 문에다 "다른 집에서 책값으로 천금을 낼 때 이 집 주인은 천이백금을 냅니다"(別家出一千, 門內主人出一千二百)라고 써 붙이기까지 했다. 심지어 현지에서는 "360일 내내 장사하러 다니느니 모씨 집에 책이나 한 권 파는 게 낫지"(三百六行生意，不如鬻書于毛氏)는 속담이 유행할 정도였다. 급고각에서 책을 찍어 내는 비용도 책 하나당 백은 3냥이 소요되었다.
《상소합지고》(常昭合志稿)에 따르면 급고각의 책 간행에 사용된 종이는 강서성에서 맞춤 제작한 것으로 얇은 것은 모변(毛邊), 두꺼운 것은 모태(毛泰)라고 하였다. 그렇게 찍어낸 책들은 모두 원본과 똑같았고, 이를 '모초(毛抄)'라고 불렀다.

### 소장 도서
급고각본은 후대에 많은 장서가와 문인의 사랑을 받았으며, 오위업은 그의 업적을 기리는 《급고곡가》(汲古閣歌)를 쓰기도 했다. 모진이 처음에 자신의 일을 시작하면서 쓴 《급고각교각서목》(汲古阁校刻书目)에서는 534종의 책이 수록되어 있었는데, 청조에 회도인(悔道人)이라는 사람이 빠진 것을 더 보충해서 44종의 책을 추가, 총 578종의 책을 편찬하였다. 
청 말기의 도상(陶湘)은 급고각에서 찍어낸 서적들을 수집하는 것을 좋아하여 급고각에서 찍어낸 책 가운데 총 540종을 보유하고 있었다. 도향이 편찬한 《명모씨족각서목록》(明毛氏汲古阁刻书目录, 1권)에는 623종의 서적이 수록되어 있고, 그 가운데에는 도향 자신이 수집하지 못한  75종의 책도 포함되어 있다. 《명모씨급고각각서목록》(明毛氏汲古阁刻书目录) 서문에는 "포방곡(鲍芳谷)에게는 《급고각판존망고》 한 권이 있다"라고 했는데, 이는 회도인이 쓴 《급고각각판존망고》(汲古阁刻板存亡考)를 가리킨다. 다만 실제로 회도인은 포방곡이라고 부를 수 없고, 실은 청대 사람 정덕무(郑德懋)이다.

## 한국에 전래된 급고각본 도서
급고각본이 조선에 전해진 것은 중국 역사에서 명말청초라 불리는 16세기~17세기에 해당한다. 양란 이후 서적 유통 시스템이 붕괴된 조선에서의 다양한 서적 수요에 부응하여, 송판본(宋板本)을 기반으로 교감학적으로 높은 수준을 보였던 급고각본은 중국과 조선 양국에서 각광을 받았으며, 일본에까지 전해지기도 했다. 조선 후기의 실학자 다산(茶山) 정약용(丁若鏞)이나 추사(秋史) 김정희(金正喜) 역시 급고각본 서적을 접하고 관련 언급을 남겼으며, 정조(正祖)는 급고각본 《설문해자》의 간행을 두고 "넓은 학식에 단아한 성품으로 옛것을 좋아하는 그런 사람을 어찌 흔히 볼 수 있겠는가. 후세의 경서에 어둡고 재물에 인색한 선비로 하여금 권할 바를 알도록 할 만하다."라고 급고각의 주인 모의(모진의 아들)을 칭찬하는 말을 남기기도 했다. 
서울대학교 규장각에 소장되어 있는 《사기》(古952.01-Sa41s-v.1-7, 전체 12책 중 7책)와 《소학감주》(小學紺珠, 奎中4914-v.1-9)는 각각 판심(版心)과 판 하구에 '급고각'이라고 새겨져 있어 급고각에서 인쇄된 것임을 알 수 있다. 또한 국회도서관에도 급고각본 《상서주소》(尙書註疏, 古 181.212 ㄱ368ㅅ, 1-6책)가 소장되어 있으며, '皇明崇禎五年歲在玄黓涒灘 古虞毛氏繡鐫'라는 숭정 5년 임신(1632)이라는 간기(刊記)와 함께, 해당 도서의 장서인에 따르면 임창재(任昌宰)라는 인물의 기증으로 되어 있다.
《사기》의 경우 이왕직의 장관을 지낸 시남(詩南) 민병석(1858~1940)의 소장으로 그 전에는 조선 후기의 문인인 추재(錐齋) 박재문(朴齊聞, 1787~?)의 소장이었음을 책에 날인된 장서인을 통해 확인할 수 있다. 같은 곳에 소장된 《진서》(古 952.01-B224j, 14책만 있음)의 경우에도 권수에 기록된 '皇明崇禎元年…琴川毛氏開雕'라는 기록이 있고, 순치 5년(1648년)에 「재기」(載記) 30권을 보간(補刊)하였던 것에 비추어 '재기'가 실려 있는 해당 소장본이 숭정 원년(1628년)에 모씨 즉 모진의 급고각에서 간행한 '모본'을 토대로 청대에 찍어낸 청간본(淸板本)임이 확인된다.
국회도서관에는 《상서주소》 외에도 《예기주소》(禮記註疏, 1-18책), 《춘추좌전주소》(春秋左傳註疏, 1-24책), 《논어주소해경》(論語註疏解經, 1-4책), 《의례주소》(儀禮註疏, 1-12책), 《춘추곡량전주소》(春秋穀梁傳註疏, 1-6책), 《춘추공양전주소》(春秋公羊傳註疏, 1-6책), 《맹자주소해경》(孟子註疏解經, 1-6책), 《효경주소》(孝經註疏), 《주례주소》(周禮註疏, 1-12책) 등의 유교 경전과 《남당서》(南唐書, 1-4책) 등이 소장되어 있다.
한편 급고각에서 간행 저본으로 삼았던 장서와 간행할 때 사용했던 목판들도 이후 급고각 바깥으로 유출되어 이곳저곳으로 팔려나가기도 했다. 계명대학교 동산도서관 소장 급고각본 《육방옹전집》(陸放翁全集, 고812.081육유, 전50책)의 경우 판심 하단에 '汲古閣'이라고 새겨져 있기는 하지만 봉면지에는 '虞山詩禮堂張氏藏板'라는 기록이 남아 있는데, 처음 급고각에서 《육방옹전집》을 간행한 뒤 그 목판이 급고각을 떠나 상숙 장씨(常熟 張氏)라는 사람에게 팔렸고, 상숙 장씨는 원래 전48책이었던 급고각본에 2책을 더해 50권으로 늘려서 간행하였다. 계명대학교 동산도서관 소장본 《육방옹전집》은 조선 후기의 문신인 함광헌(含光軒) 이미(李瀰, 1725~1779)의 장서인이 찍혀 있어 그의 소장본임을 알 수 있다.

### 내용주
1. ↑  급고(汲古)는 《장자》 지락편의 "작은 주머니로는 큰 것을 담을 수 없고, 짧은 두레박줄로는 깊은 우물의 물을 길을 수 없다"라는 구절에서 유래한 말로 '옛 것(학문)을 깊이 궁구하려는 태도'를 우물에서 물을 퍼내는 것에 빗대어 표현한 말이다. 당나라 한유의 추회시에서 "어리석음으로 돌아감에 길이 평탄함을 알겠고(歸愚識夷塗)/옛 우물에서 물을 퍼내니 긴 두레박줄 얻었어라(汲古得修綆)"에서도 사용되었다.
2. ↑  호를 급고후인(汲古後人)이라 하였다.
3. ↑  한편 급고각본 《상서주소》는 국회도서관 외에 한국학중앙연구원 도서관, 서울대학교 규장각한국학연구원, 국립중앙도서관 등 다수의 소장처에 소장되어 있지만, 국립중앙도서관 소장본(古1∼24∼20)의 경우 간기를 보면 국회도서관 소장본과 같은 해에 같은 발행처에서 간행한 것임에도 불구하고 간기와 본문의 판각상태에 일부 차이가 있어 두 판본의 선후관계를 밝히기 위한 후속 조사가 요구된다.[10]